# Saint-Gilles, Saône-et-Loire
Saint-Gilles är en kommun i departementet Saône-et-Loire i regionen Bourgogne-Franche-Comté i östra Frankrike. Kommunen ligger i kantonen Chagny som tillhör arrondissementet Chalon-sur-Saône. År 2022 hade Saint-Gilles 281 invånare.

## Befolkningsutveckling
Antalet invånare i kommunen Saint-Gilles
| Referens: INSEE |